# Elecciones federales de Canadá de 1911
Las elecciones federales canadienses de 1911 se celebraron el 21 de septiembre para elegir a los miembros de la Cámara de los Comunes canadiense del 12.º Parlamento de Canadá.
La cuestión central era el apoyo liberal a un tratado propuesto con los Estados Unidos para reducir los aranceles. Los conservadores lo denunciaron porque amenazaba con debilitar los lazos con Gran Bretaña y sumergir la economía canadiense y la identidad canadiense en su gran vecino. Los conservadores ganaron y Robert Borden se convirtió en primer ministro. La idea de una marina canadiense también era un problema. La elección terminó 15 años de gobierno por el Partido Liberal de Wilfrid Laurier.

## Marina
El gobierno liberal fue atrapado en un debate sobre la carrera armamentista naval entre el Imperio británico y Alemania. Laurier intentó un compromiso al poner en marcha la Armada Canadiense (ahora la Marina Real Canadiense), pero esto no logró apaciguar a los canadienses francófonos o anglófonos; Los primeros que se negaban a dar cualquier ayuda, mientras que los últimos sugirieron el envío de dinero directamente a Gran Bretaña. Después de la elección, los conservadores redactaron un proyecto de ley para las contribuciones navales a los británicos, pero fue detenido por un filibusterismo liberal largo antes de ser aprobado invocando el cierre, luego fue derribado por el Senado controlado por los liberales.

## Lazos con Bretaña
Muchos canadienses anglosajones en la Columbia Británica y en las Provincias marítimas de Canadá sentían que Laurier estaba abandonando los vínculos tradicionales de Canadá con su patria, Gran Bretaña. Por otro lado, el nacionalista quebequense Henri Bourassa, antes de abandonar el Partido Liberal por lo que él consideraba las políticas probritánicas del gobierno, hizo campaña contra Laurier en esa provincia. Irónicamente, los ataques de Bourassa contra Laurier en Quebec ayudaron en la elección de los conservadores, que mantenían políticas más decididamente imperialistas que los liberales.
A mediados de 1910, Laurier había intentado matar la cuestión naval que estaba separando a los anglo-canadienses contra los franco-canadienses abriendo conversaciones para un tratado de reciprocidad con los Estados Unidos. Creía que un tratado económicamente favorable atraería a la mayoría de los canadienses y tendría el beneficio adicional de dividir a los conservadores entre el ala occidental del partido, que desde hacía mucho tiempo quería el libre comercio con los Estados Unidos y el ala oriental, que oponía el Continentalismo.
En enero de 1911, Laurier y el presidente William Howard Taft de los Estados Unidos anunciaron que firmaron un acuerdo de reciprocidad, que decidieron pasar por la legislación concurrente más bien que un tratado formal, como era normalmente el caso. Como tal, el acuerdo de reciprocidad tuvo que ser ratificado por ambas cámaras del Congreso de los Estados Unidos y no solo por el Senado, lo cual lamentaría más tarde Laurier.

## Lazos con Estados Unidos
La base del apoyo liberal se trasladó al oeste de Canadá, buscando mercados para sus productos agrícolas. Había sido por mucho tiempo un defensor del libre comercio con los Estados Unidos. Los negocios de manufactura protegidos del centro de Canadá estaban fuertemente en contra. Los liberales, que por ideología e historia estaban firmemente a favor del libre comercio, decidieron convertir el tema en el eje central de su estrategia de reelección y negociaron un acuerdo de libre comercio con productos naturales con Estados Unidos.
Allen sostiene que dos discursos de políticos estadounidenses dieron a los conservadores la munición necesaria para despertar sentimientos antiamericanos y probritánicos, que proporcionaron los votos ganadores. El presidente de la Cámara de Representantes de Estados Unidos era un demócrata, el Champ Clark, y declaró, en el piso de la Cámara, "espero con ansias el momento en que la bandera estadounidense sobrevolará cada pie cuadrado de la América del Norte británica. El pueblo de Canadá es de nuestra sangre y lengua". Clark continuó sugiriendo en su discurso que el acuerdo de reciprocidad era el primer paso hacia el final de Canadá, un discurso que fue saludado con" aplausos prolongados" según el Registro del Congreso.  El Washington Post informó: "Evidentemente, los demócratas en general aprobaron los sentimientos de anexión del Sr. Clark y votaron a favor del proyecto de ley de reciprocidad porque, entre otras cosas, mejora la perspectiva de la anexión".
El Chicago Tribune, en un editorial, condenó a Clark y advirtió que el discurso de Clark podría haber dañado fatalmente el acuerdo de reciprocidad en Canadá y declaró: "Deja volar su imaginación como una mula de Missouri en un alboroto. Otra reja con dureza en los oídos de los más pequeños ". 
Un representante republicano, William M. Bennett, miembro de la Comisión de Relaciones Exteriores de la Cámara, presentó una resolución que pedía a la administración de Taft que entablara conversaciones con Gran Bretaña sobre la mejor manera en que Estados Unidos podría anexar a Canadá. Taft rechazó la propuesta y pidió a la comisión que votara sobre la resolución (que sólo Bennett votó a favor), pero los conservadores ahora tenían más municiones. Dado que Bennett, un fuerte proteccionista, había sido un adversario del acuerdo de reciprocidad, la historiadora canadiense Chantal Allen sugirió que Bennett había presentado su resolución deliberadamente inflamar la opinión canadiense contra el acuerdo de reciprocidad. El discurso de Clark ya había provocado una indignación masiva en Canadá. La resolución de Bennett fue tomada por muchos canadienses como más prueba de que los conservadores tenían razón en que el acuerdo de reciprocidad resultaría en la anexión estadounidense de Canadá.
El Washington Post señaló que el efecto del discurso de Clark y la resolución de Bennett en Canadá había "despertado a los opositores de la reciprocidad dentro y fuera del Parlamento al más alto grado de emoción que todavía han alcanzado". El Montreal Daily Star, el periódico más leído del Canadá inglés y que había apoyado a los liberales y la reciprocidad, ahora se volteaba y se volvía contra el acuerdo de reciprocidad. En un editorial, escribió: "Ninguno de nosotros se dio cuenta del significado interior de la oferta engañosamente enmarcada del gobierno norteamericano de larga trayectoria cuando lo vimos por primera vez. Fue una trampa tan astuta como siempre".
Los relatos contemporáneos mencionaron a raíz del discurso de Clark que el antiamericanismo estaba en un máximo histórico en Canadá.  Muchos diarios americanos aconsejaron a sus lectores, si visitaban Canadá, no deberían identificarse como estadounidenses, o podrían ser objeto de abuso y odio por parte de los canadienses. El New York Times, en un informe de julio de 1911 declaró que Laurier estaba "teniendo la lucha de su carrera para llevar la reciprocidad en absoluto". Un parlamentario conservador comparó la relación del ministro de Finanzas, William Stevens Fielding y Taft, con Sansón y Dalila.
Cuando el acuerdo de reciprocidad fue presentado por Laurier a la Cámara de los Comunes para su ratificación por el Parlamento, los conservadores llevaron a cabo un vigoroso filibusterismo contra el acuerdo de reciprocidad en el piso de la Cámara. Aunque los liberales todavía tenían dos años en su mandato, decidieron convocar elecciones para resolver la cuestión después de que despertó controversia y Laurier no pudo romper el filibusterismo.
Borden funcionó en gran parte en una plataforma de oponerse al acuerdo de la reciprocidad bajo argumentos que "americanizaría" Canadá y demandó que había un plan secreto por parte de la administración de Taft para anexar Canadá, con el acuerdo de la reciprocidad que era solamente el primer paso. En su primer discurso pronunciado en Londres, Borden declaró: "Es indudable que los principales hombres públicos de Estados Unidos, su principal prensa y la masa de su pueblo creen que la anexión del Dominio es lo último, inevitable y deseable Resultado de esta proposición, y por eso lo apoyan ".
Para apoyar sus afirmaciones, los conservadores produjeron miles de folletos reproduciendo los discursos de Clark y Bennett, que alentaron una explosión masiva de antiamericanismo que barría el Canadá anglosajón en 1911.
Un periódico estadounidense escribió que los conservadores estaban retratando a los estadounidenses como "una muchedumbre corrupta, fanfarrona, cazadora de bichos y linchamiento de negros, de la que deben salvarse los obreros canadienses y la tierra canadiense de leche y miel". El 7 de septiembre de 1911, El Montreal Star publicó un llamamiento de primera plana a todos los canadienses por el popular poeta británico Rudyard Kipling, a quien su amigo Max Aitken le había pedido que escribiera algo para los conservadores. Kipling escribió en su llamamiento a los canadienses: "Es su propia alma que Canadá arriesga hoy. Una vez que esa alma sea empeñada por cualquier consideración, Canadá debe inevitablemente ajustarse a los estándares comerciales, legales, financieros, sociales y éticos que se le impondrán Por el gran peso admitido de los Estados Unidos ". El atractivo de Kipling atrajo mucha atención de los medios de comunicación en Canadá anglosajón y se reimprimió durante la próxima semana, en todos los periódicos ingleses de Canadá.

## Resultado
Sin embargo, la campaña fue mal para los liberales. Los poderosos intereses manufactureros de Toronto y Montreal cambiaron su lealtad y financiamiento a los conservadores. Los conservadores argumentaron que el libre comercio socavaría la soberanía canadiense y conduciría a una lenta anexión de Canadá por los Estados Unidos. En un editorial después de la victoria de Borden, el Los Angeles Times escribió: "Sus balotas han consignado a las llamas eternas el bogy de la anexión por los Estados Unidos que el campeón Clark llamó desde las profundidades. No era realmente un fantasma de todo lo que existía en este lado Era un scarehead de la calabaza con los ojos ardientes, una ranura torcida para una nariz, y una boca horrible sonriente que el divertido Champ colocó en un poste junto con las barras y las estrellas, mientras que infundó terror en los corazones de los Canuks [canadienses] a ser anexados".
Las elecciones se comparan a menudo con las elecciones federales de 1988, que también se libraron por el libre comercio. En esa elección posterior, las posiciones de los dos partidos se invirtieron, con los liberales en contra de las propuestas comerciales de los conservadores.